# TATTOO/LOVER
『TATTOO/LOVER』（タトゥー・ラヴァー）は、浜口奈津子による日本の漫画作品。

## 概要
『別冊少女コミック』（小学館）にて、1998年7月号から1999年4月号まで連載されていた。単行本は全3巻。
番外編が2編あり、本編の約3年後を描いた『天使の休日-DARK ANGEL-』は「デラックス別冊少女コミック」1999年6月5日号に掲載され、脇役の後日談を描いた『ヴォーカリーズ』は単行本第3巻に描き下ろされた。

## あらすじ
ピアニストとして将来を嘱望されていた兄・和巳が、自分をかばって事故で亡くなり、兄の意志を継ぐべく、ピアニストを目指す詩帆子。
一流の音楽学校に入学した詩帆子は、従兄の雄一郎と出会う。雄一郎に亡き兄の面影を見出し、惹かれていく詩帆子だが……。

## 登場人物
伊勢谷 詩帆子（いせや しほこ）
兄にかかりっきりで母親の愛情を十分に受けずに育つ。11歳の時、兄が自分をかばって事故で死亡。兄の意志を継ぎ、ピアニストを目指すべく超一流と言われる三田音楽学校へ入学。従兄の雄一郎と初めて会う。
菅生 雄一郎（すごう ゆういちろう）
詩帆子の従兄。8歳でジュリアード音楽院に入学し、リサイタルデビュー。クラシック界の「神童」と呼ばれ、和巳と詩帆子の憧れの存在だった。15歳の頃、突如引退宣言をし、三田音楽学校のピアノ科に入る。
伊勢谷 和巳（いせや かずみ）
詩帆子の兄。ピアニストとして将来を期待されていたが、詩帆子をかばって交通事故死する。母親が自分ばかりにかかりきりで、詩帆子を顧みないことを気にしていた。
千葉 野絵（ちば のえ）
声楽科の2年生。雄一郎の幼なじみで彼女。
シンジ
雄一郎の知り合い。タトゥースタジオを経営している。医師免許を持っている。
相川 昴士（あいかわ こうし）
和巳と同じピアノの先生に習っていた。ジュリアードに1年間留学していた。